# Žízeň (album)
Žízeň je debutové album české skupiny Pražský výběr, vydáno bylo v roce 1978 ve vydavatelství Panton (katalogové číslo 8115 0053). Oproti hudebnímu stylu Pražského výběru z 80. let je Žízeň jazz rocková deska se dvěma dlouhými (jsou označeny jako „suity“) a dvěma kratšími instrumentálními skladbami.
Na CD vyšlo album Žízeň v digitálně remasterované podobě v rámci kompilačního dvojalba Habaděj v roce 1999.

## Seznam skladeb
Všechny skladby napsal(i) Michael Kocáb. 
| Strana 1 | Strana 1                                                | Strana 1 |
| Pořadí   | Název                                                   | Délka    |
| -------- | ------------------------------------------------------- | -------- |
| 1.       | Mysterium“ 1. „Dav“ 2. „Masky“ 3. „Zrcadlení“ 4. „Žízeň | 14:26    |
| 2.       | Jsem z toho jelen                                       | 4:37     |

| Strana 2       | Strana 2                                                                                | Strana 2 |
| Pořadí         | Název                                                                                   | Délka    |
| -------------- | --------------------------------------------------------------------------------------- | -------- |
| 1.             | Čerpadlo                                                                                | 5:17     |
| 2.             | Metamorfózy“ 1. „Divoké kapradí“ 2. „Let zimního ptáka“ 3. „Intermezzo“ 4. „Tři krajiny | 15:55    |
| Celková délka: | Celková délka:                                                                          | 40:27    |

## Obsazení
- Pražský výběr
  - Michael Kocáb – piano, elektrické piano, clavinet, syntezátor
  - Ondřej Soukup – baskytara
  - Vratislav Placheta – bicí (ve skladbách „Mysterium“ a „Jsem z toho jelen“)
  - Ladislav Malina – bicí (ve skladbách „Čerpadlo“ a „Metamorfózy“)
  - Zdeněk Fišer – kytara (ve skladbách „Mysterium“ a „Jsem z toho jelen“)
  - Martin Koubek – kytara (ve skladbách „Čerpadlo“ a „Metamorfózy“)
  - Jiří Niederle – tenorsaxofon, sopránsaxofon (ve skladbách „Mysterium“ a „Jsem z toho jelen“)
- Hosté
  - Zdeněk Šedivý, Zdeněk Zahálka – trubka
  - Michal Gera – trubka, lesní roh
  - Zdeněk Hostek – ternosaxofon, sopránsaxofon
  - Jan Kubík – tenorsaxofon
  - Bohuslav Volf – pozoun
  - Bohdan Mikolášek – sitár (ve skladbě „Mysterium“)
  - Ondřej Konrád – harmonika (ve skladbách „Mysterium“ a „Jsem z toho jelen“)
  - Martin Kratochvíl – syntezátor (ve skladbách „Čerpadlo“ a „Metamorfózy“)
  - Zuzana Michnová, Petr Kalandra, Oskar Petr – vokály (ve skladbách „Mysterium“ a „Jsem z toho jelen“)